# Råttagility

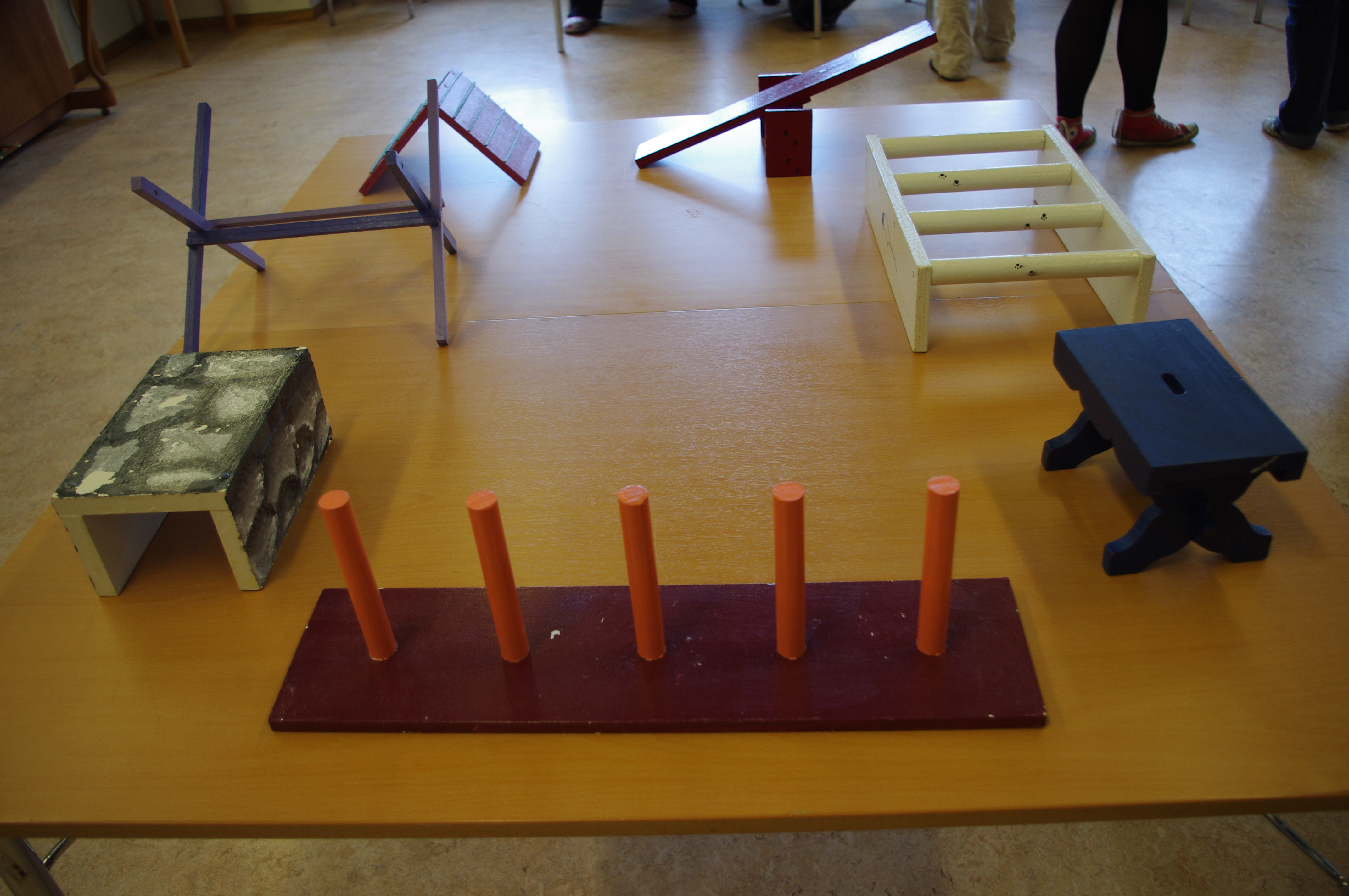
Några vanliga hinder.

Råttagility är sport för tamråttor. I grund och botten används förminskade versioner av hindren som används i hundagility. Sporten härstammar från Sverige och har sitt ursprung i löpning på bord (ägaren som står på ena sidan av bordet måste få sin råtta att springa till andra sidan bordet på kortast möjliga tid) på 1980-talet.
Råttagility utförs i två klasser. Klass A är för nybörjare (antingen råttan eller föraren eller båda) och delas in i två delar: en hinderbana och en inkallning. Klass B är för mer erfarna par. Den består av en svårare hinderbana, och istället för inkallningen, ska råttan utföra ett trick. 
Ett av de typiska hindren på en bana är hopphindret, en barriär som råttan kryper över (den hoppar sällan över den trots namnet). A-hindret eller rampen är ett enkelt upp och ned-hinder. Slalomhindret består av en serie lodräta pinnar som råttan måste navigera sig genom. Ett balanshinder är en smal remsa eller upphängd gångbana. Råttor gillar inte när marken rör sig så de måste lita på föraren. Ett annat hinder är tunneln; problemet är att hindra råttan från att stanna i mitten av tunneln. Gungbrädan kräver också att råttan litar på föraren. Råttan måste våga gå över den. Det är också viktigt att råttan inte vänder och springer tillbaka när gungbrädan vänder sida. Upp-och-ned-hindret påminner om slalomhindret, men är vågrätt istället för lodrätt. Råttan måste gå upp och ned, över och under pinnarna. Föraren får inte röra råttan under tävlingen.